# امیاتسی کارینالدی
امیاتسی کارینالدی (انگلیسی: Emayatzy Corinealdi؛ زادهٔ ۱۴ ژانویهٔ ۱۹۸۰) بازیگر زن اهل ایالات متحده آمریکا است. وی از سال ۲۰۰۸ میلادی تاکنون مشغول فعالیت بوده‌است.
از فیلم‌ها یا برنامه‌های تلویزیونی که وی در آن نقش داشته‌است می‌توان به سالن زیبایی، وسط ناکجا، پیشروی مایلز، دعوت، معتاد و ریشه‌ها اشاره کرد.